# سيلفيا فيشر
سيلفيا فيشر (بالإنجليزية: Sylvia Fisher)‏ هي مغنية أوبرا ومغنية أسترالية، ولدت في 18 أبريل 1910، وتوفيت في 25 أغسطس 1996.

## وصلات خارجية
- سيلفيا فيشر على موقع IMDb (الإنجليزية)
- سيلفيا فيشر على موقع ميوزك برينز (الإنجليزية)
- سيلفيا فيشر على موقع أول ميوزيك (الإنجليزية)
- سيلفيا فيشر على موقع ديسكوغز (الإنجليزية)